# Kristian Sbaragli
Kristian Sbaragli (nascido em 8 de maio de 1990, em Empoli) é um ciclista italiano, que atualmente compete para a equipe MTN Qhubeka.